# خرس‌واش ریزمیوه
خرس‌واش ریزمیوه (نام علمی: Nolina microcarpa) نام یک گونه از سرده خرس‌واش است.